# Dynamix (deweloper)
Dynamix Sp. z o.o. – polska firma deweloperska z siedzibą w Łodzi, działająca na rynku nieruchomości mieszkaniowych od 1999 roku. 

## Działalność
Jest jedną z pierwszych łódzkich firm deweloperskich. Spółka zajmuje się realizacją mieszkaniowych projektów deweloperskich, obsługą inwestycji w roli generalnego wykonawcy oraz sprzedażą działek i gruntów inwestycyjnych. W latach 1999–2024 Dynamix zrealizował ponad 30 inwestycji, w tym 19 inwestycji mieszkaniowych o łącznej powierzchni 58 000 m² i 13 projektów domów na indywidualne zlecenie.
Spółka jest członkiem Polskiego Związku Firm Deweloperskich, wspierającego promowanie kodeksu dobrych praktyk w branży deweloperskiej.

## Nagrody i wyróżnienia
Dynamix jest laureatem nagród przyznawanych przez niezależne krajowe organizacje gospodarcze:
- Złoty Certyfikat Solidna Firma 2021
- Wyróżnienie V Edycji Konkursu Gepardy Biznesu 2010
- Złota Statuetka Fair Play 2007
- Gazele Biznesu 2007
- Nagroda Gospodarcza Wojewody Łódzkiego – Mały Polski Przedsiębiorca 2006
- Certyfikat Fair Play 2003-2006
- Certyfikat Solidna Firma 2003-2006